# رالف دبليو. كوزينز
رالف دبليو. كوزينز (بالإنجليزية: Ralph W. Cousins)‏ هو ضابط أمريكي، ولد في 24 يوليو 1915 في إلدورادو في الولايات المتحدة، وتوفي في 5 أغسطس 2009 في نيوبورت نيوز في الولايات المتحدة.